# 무편모충체

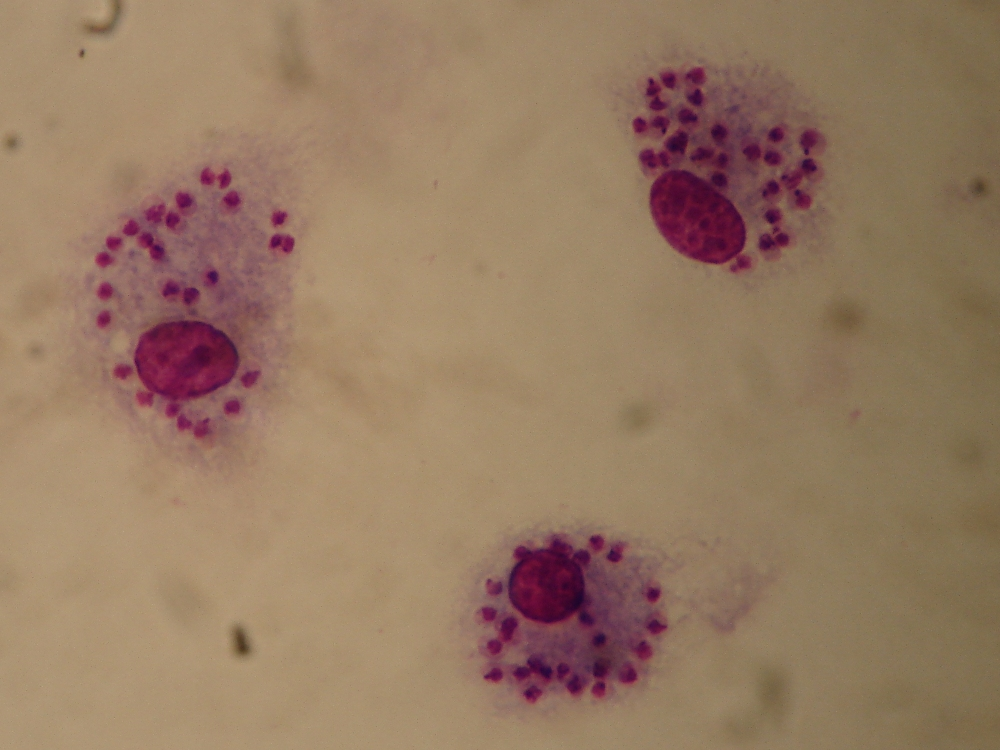
무편모충체는 세포 내부에 더 작은 얼룩진 점으로 보인다.

무편모충체(amastigote)는 외부에 편모나 섬모가 보이지 않는 원생 세포이다. 이 용어는 주로 복제하는 파동편모충류의 수명 주기에서 세포 내 단계를 가리킨다. 리슈만편모충에서는 기생충이 척추동물 숙주로 들어가는 형태이므로 리슈마니아 단계라고도 하지만, 모든 파동편모충 속에서 이런 무편모충체 단계가 나타난다.